# NGC 317
NGC 317 è una coppia di galassie interagenti formata dalla galassia lenticolare NGC 317A (designata anche come PGC 3442) e dalla galassia a spirale NGC 317B (indicata anche come PGC 3445), nella costellazione di Andromeda.
Fu scoperta il 1º ottobre 1885 da Lewis Swift.
Due supernove sono state osservate in NGC 317B: SN 1999gl (di tipo II, mag. 16.2) e SN 2014dj (di tipo Ic, mag. 17).